# セントクレア湖 (北米)
セントクレア湖 (セントクレアこ、Lake Saint Clair) は、アメリカのミシガン州とカナダのオンタリオ州との境界にある湖である。五大湖水系に属する。
面積は約400平方マイル（1,114 km2）、平均深度は11フィート（3.3m)、貯水量は3,400 km3である。
セントクレア川で北方のヒューロン湖と、デトロイト川で南方のエリー湖と結ばれている。この湖の西はデトロイト（ミシガン州）の市街地、南はウィンザー（オンタリオ州）の市街地である。
セントクレア川の河口には広い三角州がある。オンタリオ州からテムズ川が注ぐ。特に春のコハクチョウと秋のカナダガン、オオホシハジロにとっては重要であるため、1985年に湖はラムサール条約登録地となった。
1679年8月12日、ロベール＝カブリエ・ド・ラ・サールが率いる探検隊が発見し、その日が聖クレアの祝日（忌日）だったことからセントクレア湖と命名した。